# Горон
Горон (фр. Gorron) насеље је и општина у западној Француској у региону Лоара, у департману Мајен која припада префектури Мајен.
По подацима из 2011. године у општини је живело 2737 становника, а густина насељености је износила 191,13 становника/km². Општина се простире на површини од 14,32 km². Налази се на средњој надморској висини од 149 метара (максималној 208 m, а минималној 147 m).

## Демографија
| 1962. | 1968. | 1975. | 1982. | 1990. | 1999. | 2011. |
| ----- | ----- | ----- | ----- | ----- | ----- | ----- |
| 2.321 | 2.400 | 2.511 | 2.825 | 2.837 | 2.894 | 2.737 |

График промене броја становника у току последњих година